# بوتش باول
بوتش باول هو لاعب هوكي جليد كندي، ولد في 11 سبتمبر 1943 في روكي ماونتن هاوس ‏ في كندا، وتوفي في 25 مارس 1966.

## وصلات خارجية
- بوتش باول على موقع دوري الهوكي الوطني (الإنجليزية)
- بوتش باول على موقع قاعة مشاهير الهوكي (لاعب أن.إتش.أل) (الإنجليزية)
- بوتش باول على موقع EliteProspects.com (الإنجليزية)
- بوتش باول على موقع HockeyDB.com (الإنجليزية)
- بوتش باول على موقع Hockey-Reference.com (الإنجليزية)